# A hegylakó rajzfilmsorozat szereplőinek listája
Ez a lista az 1994-1996 között bemutatott A hegylakó című sorozat szereplőit sorolja fel.

## Főszereplők

A főhős

- Quentin MacLeod: A sorozat címszereplője és főhőse. A nagy katasztrófa után született, Dundee falu lakója, ahol anyjával (egyes információk szerint nem az édesanyja) és fogadott húgával élt. Kortan parancsára Arak letámadta a falut, ahol ő megküzdött vele, de halálos sebet kapott, majd éledt fel, és vált halhatatlanná. Connor MacLeod hátrahagyott kardjával vívja küzdelmét Kortan ellen. Mielőtt anyja meghalt volna, megígérte neki, hogy szembenéz a sorsával, Kortannel, és vigyáz Clyde-ra. Tanára Don Vincent Marino Ramirez. Hosszú vörös haja van, amit összefogva hord, szeme világoszöld színű. Magas, vékony és izmos testalkatú. Öltözéke világoszöld nadrág és póló, sárga csizma, barna kabát, aminek csuklórészén fekete minta van. Hord egy övet, amin az a kristály van, ami jelez, ha egy másik Halhatatlan van a közelben. Használ egy bumerángot is. Összesen negyven epizódban szerepelt – vagyis az összesben. Quentin Miklos Perlos kanadai színész hangján szólal meg az angol változatban. Az RTL Klubon vetített magyar szinkronos változatban Markovics Tamás hangján szólal meg.
- Don Vincente Marino Ramírez: Egy Jettator, egyben Halhatatlan, aki Quentin mentora, tanára és jó barátja. Ő tanítja ki Quentint, és mesél azok történetükről. Néhány epizódban fény derül a múltjáról. Volt már kapitány és tengerész. Fekete hosszú haja van, barna szeme. Magas, izmos testalkatú és kitűnő bombagyártó. Érdekli a történelem. Ramirez Ben Campbell szinkronszínész hangján szólal meg. Magyar hangja Barbinek Péter.
- Clyde: Quentin hétéves fogadott húga, mégis édestestvérként szeretik egymást. Quentinnel és Gaullal csatlakoznak Ramirezhez, miután elpusztíttatta Kortan a falujukat és fogadott anyja is meghalt. Kora ellenére felnőtt fejjel gondolkodik. Hosszú barna haja és szeme van. Clyde Katie Zeggers hangján szólal meg. Magyar hangja Bogdányi Titanilla.

## Ellenségek
- Kortan: A sorozat főellensége, aki nem volt hajlandó letenni kardját az emberiség megvédéséért, ezért hatalomra akart törni. Vágyott arra, hogy legyőzze Quentin-t és hogy ő legyen az utolsó, de elbukott. Több száz éves, de Ramirezzel ellentétben róla keveset tudunk meg és a múltjáról. Kortan Lawrence Bayne kanadai színész hangján szólal meg az angol változatban. Magyar hangja Vass Gábor.
- Arak: Kortan egyik tábornoka, a Vadászok vezetője. Egykor rab volt, száma az RY407. Ő ejt halálos sebet Quentinen az első epizódban. Jobb akar lenni Asklepiosnál, de van, hogy térden állva esedezik Kortan nagyúr bocsánatáért. A bal szeme és keze kibernetikus. Van, hogy Ramirez megfenyegeti és kénytelen segíteni nekik. Arak Don Dickinson hangján szólal meg. Magyar hangja Szabó Győző.
- Malone: Egykor színész volt, majd lett Kortan "kulcsa" a fegyverszekrénye kinyitásához, egyben udvari bolondja. Mielőtt Kortan szolgája lett volna, a nagyúr a Feledéskamrájában kitörölte az összes emlékét. Gyerekes viselkedése ellenére hű a nagyúrhoz. Amikor Kortan lecserélte volna, Quentin segítségét kérte, mégis csapdába csalta őt Ramirezzel. Malone Lorne Kennedy hangján szólal meg. Magyar hangja Kálid Artúr.
- Gorth: Kortan másik hadseregének tábornoka, aki egy képzett kardforgató, és civakodik Arakkal. Sok erős rabszolgát vezet.
- Asklepios: A bürokraták vezetője, száma a 76-os, zseniális tudós is egyben. Egy hatvanéves férfi, aki folyton civakodik Arakkal. Asklepios Wayne Robson hangján szólal meg.
- Valka: Bürokrata tag, száma a 28-as. Segíti ellátni az Esclipous kémhálózatot. Szerelmes Asklepios-ba. Egy magas, fekete hajú nő. Kevés szerepe van. Amikor Asklepios megsérül (Arak által), Quentinék segítségét kéri. Volt, hogy információkat adott át nekik, de csapdába csalta őket.

## Jettatorok
A Jettatorok azok a Halhatatlanok, akik hétszáz éve a nagy katasztrófa után megesküdtek arra, a Földre leszállt apokaliptikus világot jobbá teszik. Letették kardjukat, tudásukat a fiatal nemzedéknek szándékozzák átadni. A próféciájuk szerint várnak az ifjú Halhatatlanra, aki legyőzi Kortant, mivel az elárulta őket, és hatalomra vágyik, hogy egy legyen mindközül.
- Mangus: A Jettatorok vezetője, aki az építészet tudását birtokolja. Ő egy afroamerikai Halhatatlan, aki elmondta Kortannek (Connor MacLeod meggyilkolása után), hogy eljön egy ifjú Halhatatlan, aki majd legyőzi. Kortan ellopta tőle a tervrajzait, és Mogonda megépítésére használta fel, ahol Mangus viszont kémkedik. Amikor megérkezik az ifjú Halhatatlan, Quentin MacLeod, hogy kiszabadítsa a dundee-kat, beengedi Ramirezzel Mogondába a csatornán keresztül. Végül feláldozza magát egy Kortan elleni párbajban, hogy biztosítsa a menekülésüket. Az első epizódban szerepel. Mangus Graham Halley hangján szólal meg. Magyar hangja Pálfai Péter.
- Yoshoda: A Jettatorok gondnoka, vezetője. Szerzetesnek dolgozik, aki a tanuló embereknek katonai tudomány tanít. A tudása a kulcs ahhoz, hogy Kortant legyőzhessék, de teszteli Quentin képességét is. Quentin tanulásával együtt szembeszáll a korrupcióval, a döntése pedig, hogy csak akkor adja át erejét Quentinnek, ha már elég érett hozzá. A The Setup és a Tricks of Mind című epizódokban tűnik fel.
- Stevenson: Egy titokzatos Halhatatlan, aki a vízerőmű tudásával bír. Egy reménytelen kísérlet után óvni akarta az örökéletet a Hegylakónak, egy felbujtó terve miatt pedig átadni Kortannak. Végül elbukott, Kortan lefejezte, a tudása pedig átkerült hozzá. A Taste of Betrayal című epizódban szerepel.
- Ilrick: Egy Jettator, aki az orvosság elkészítésében jártas. Miután átadja erejét Quentinnek, az képes lesz elkészíteni a beteg embereknek (köztük a húgának is) a gyógyuláshoz az orvosságot. A The Cursed című epizódban szerepel.
- Erol: A Földön élő olaj, dinamit és más titkos tudással rendelkező Jettator, álnevén Melvyn. El akart rejtőzni mindig is Kortan emberei elől. Amikor Quentin, Ramirez és Clyde megérkeznek a rejtekhelyére, elrabolja Clyde-ot, aki ránézésre olyan, mint a lánya, Dana. Amikor Mogondába jutnak, megtalálja a saját lányát, akit Quentin és Ramirez juttat el hozzá sikeresen. A Melvyn The Magnificent című epizódban szerepel.
- Lancerlay: Történelmi tudással rendelkező Jettator. Egy nagyon képzett kardforgató. Korábban élt Mogondában, de az embereivel megszöktek, egy régi katedrálisba. A The History Lesson című epizódban szerepel, ahol próbára teszi Quentint, aki a Ramireztől tanult tudással le is győzi.
- Olak: A Szél Jettatora. Nem hajlandó először átadni a tudását, amikor is Quentin a magasban a szikla oldalán képtelen volt megmenteni húgát. Amikor azonban Quentin Jan helyet ment párbajozni egy nagy ketrec felett (amiben óriási hangyák voltak), átgondolta, és adta is erejét.
- Volta: Az atomenergia tudásával rendelkező Jettator. Nagy erejű sugárzástól lett kék a bőre.
- Eva: Egy nő, aki tudja, hogyan kell megalkotni egy hologramot. Magas, narancsosbarna haja van. A Tricks of Light epizódban szerepel.
- Orane: Egy kékhajú nő, aki a víz alatt építette fel birodalmát, s a tengerkutatással foglalkozik. Ramirez régi szeretője. A nevével azonos című epizódban szerepel.
- Fredrickson: A genetika tudásával rendelkező személy. Klónoztatta magát arra az esetre, ha Kortan meg akarná szerezni a tudását, de a klón ellene fordult. A The Double epizódban szerepel.
- Macuda: Egy ázsiai Jettator, aki a kiborgok megépítésével foglalkozik, mesterséges gépekkel. Elvesztette az egyik kezét, de épített egy kiborgot, aki helyette végez Kortannel. A nevével azonos című epizódban szerepel.
- Mahata: A rovartan tudásával rendelkező öregember.
- Brana: A nyelvtudományt ismerő személy. Ő egy gyáva ember, de miután szerelmét elrabolta Kortan emberei, bátrabb lett. A The Courage of the Love című epizódban tűnik fel.
- Cornell: Álneve Orion, aki a csillagászat tudásával rendelkezik, és vak. Napfogyatkozás alatt harcolt Kortannal, s remélte, hogy előnye lesz. Végül átadta tudását és halhatatlanságát Quentinnek, és erőteljes halhatatlanként szállt szembe Kortannel. Az Orion's Reign című epizódban tűnik fel.
- Sahevy: A növénytannal rendelkező Jettator. Kezdetben azt gondolják róla, hogy a Jettatorok Rendjének árulója a húsevő tüskés növények miatt, de aztán kiderül, hogy nem ő felelős érte. Quentin az első találkozásukkor megpróbálja megölni. A tudását átadja Quentinnek. A The Valley of the Thorn Pods című epizódban szerepel, valamint a nyitó videóban ő nyújtja át Quentinnek a kardot.
- Sheperd: A mellékbolygók tanulmányozásával foglalkozó Jettator. Az esküjét egy esetleges, újabb katasztrófa bekövetkeztetése miatt nem tette le. A műholdas állomásba rejtőzött el, ahol várta Ramirezt és az ifjú MacLeodot, hogy átadja tudását.
- Prometheus: A teste sugárfertőzést szenvedett el, a halhatatlanság az átka. Eleinte Quentin visszautasította, hogy átvegye annak tudását, de Ramirez végül meggyőzte őt. Egy bázisban rejtőzködött, míg meg nem találták, ami aztán felrobbant vele együtt.
- Emerson: Egy több mint hétszáz éves halhatatlan, aki a láthatatlanságot uralja. Az űrben töltötte élete nagy részét, aztán visszatért a Földre. Egy barát, de aztán Kortan megölte, hogy megszerezze a tudását.

## Mellékszereplők
- Gleen: Quentinnel és Clyde-dal élt egy faluban, míg Kortan meg nem támadtatta azt. Segít Neal-el együtt Quentinéknek.
- Neal: Szintén dundee-i lakos, Glennel együtt segítenek Quentinnek megállítani Kortant.
- Aria: A Taste of Betrayalban szerepel. Ő volt, aki álruhába öltözve átvitte Quentinéket a folyón egy földalatti épületbe. Arakkal tartott, amikor az ifjú Halhatatlant elvitték, mégis vele próbált megszökni. Sikerült, és amikor megkérdezte őt Quentin, nem tart-e velük, nemet mondott.
- Zack: A The King of Ants epizódban szerepel. Ő segíti Quentinéket a szökésben, akikkel a metrónak egy titkos járatában menekülnek.

## Lények és teremtmények
- Granok: Ezek a lények részben majmok, részben kutyák. Tehetséges eszközhasználatuk van, jelbeszéden keresztül kommunikálnak egymással, az emberi beszédeket megértik. A vadon élő Grans-ok bizonytalanok az emberek között. Ilyen lény például Gaul, Quentin és Clyde állatkája, aki velük tart a kaland során.
- Anomas: Elefántméretű fekete hangyák, amiket Mogondában kivégzések végrehajtására használnak. Nagyon agresszívak. Paralitikus savat termelnek különleges mirigyeikből. Egy Zack nevű férfi megtanult kommunikálni velük, aki később mesterségesen feromont hozott létre, így nem támadják meg őt.
- Gavors: Struccszerű lények, amik olyanok is, mint a lovak. Ilyeneken utaznak Quentinék a sorozat alatt.
- Thorn Pods (Tövisgubó): Mozgóképes, húsevő növény. Mozgásra támadnak, s ha egy embert elkap, képes azt a gubójában elfogyasztani. Ha egy kékszirmú virággal rátámadnak, az árt neki.